# Landkreistag Sachsen-Anhalt
Der Landkreistag Sachsen-Anhalt e. V. ist der kommunale Spitzenverband der Landkreise in Sachsen-Anhalt. Dieser vertritt die Belange seiner Mitglieder gegenüber dem Landtag und der Landesregierung. Sein Sitz ist die Landeshauptstadt Magdeburg.

## Geschichte
Der Verband ist der Zusammenschluss der elf Landkreise in Sachsen-Anhalt. Er wurde am 8. September 1990 in Bernburg von zunächst 37 Landkreisen gegründet. Mit der ersten Kreisgebietsreform im Jahr 1994 verringerte sich die Zahl auf 21 Landkreise. Mit Inkrafttreten der zweiten Kreisgebietsreform am 1. Juli 2007 sind in Sachsen-Anhalt elf zukunftsfähige Landkreise entstanden, in denen 1,86 Mio. Menschen leben. Das sind 77 % der Einwohner des Landes. Die Landkreise umfassen eine Fläche von 19.867 km², mithin 97 % der Gesamtfläche des Landes.

## Organe und Gremien
Die Landkreisversammlung setzt sich aus je zwei stimmberechtigten Mitgliedern der Landkreise zusammen, dem Landrat und dem Kreistagsvorsitzenden. Sie wählt das Präsidium und die Vorsitzenden der Fachausschüsse sowie den Geschäftsführer, setzt die Verbandsumlage fest, beschließt über Satzungsänderungen und wesentliche verbandspolitische Themen.
Das Präsidium besteht aus vier Landräten, zwei Kreistagsvorsitzenden und dem Geschäftsführer des Landkreistages. Es bildet die verbandspolitische Meinung zu den laufenden Themen, welche die Belange der Landkreise berühren.
Von der Landkreisversammlung sind drei Fachausschüsse eingerichtet worden:
- Ausschuss für zentrale Steuerung, Finanzen und Kommunalrecht,
- Ausschuss für Gesundheit, Schule und Soziales,
- Ausschuss für Wirtschaft, Umweltschutz, Verkehr und Raumplanung.

Die Fachausschüsse bereiten die Meinungsbildung des Präsidiums vor. Ihnen gehören Landräte, Beigeordnete oder die jeweils zuständigen Dezernenten aus allen Landkreisen an.
Der weiteren Meinungsbildung im Verband dienen:
- Seminare für die Landräte,
- Seminare für die Kreistagsvorsitzenden,
- Arbeitsgemeinschaften auf Beschluss des Präsidiums für Haupt- und Personalamtsleiter, Rechtsamtsleiter, Jugendamtsleiter, Sozialamtsleiter, Schulverwaltungsamtsleiter, Kämmerer, Rechnungsprüfungsämter, Bau sowie Umwelt.

## Präsident und Vizepräsident
Landrat Götz Ulrich (Burgenlandkreis) ist Präsident des Verbandes. Vizepräsident ist Landrat Markus Bauer (Salzlandkreis).

## Geschäftsstelle
Die Geschäftsstelle wird vom Geschäftsführenden Präsidialmitglied Professor Dr. Ariane Berger geleitet.

## Mitgliedschaft im Deutschen Landkreistag
Der Verband ist Mitglied des Deutschen Landkreistages (DLT), des kommunalen Spitzenverbandes der 295 deutschen Landkreise in Berlin. Der Präsident ist Mitglied des Präsidiums des DLT. Die Vorsitzenden bzw. stellvertretenden Vorsitzenden der Fachausschüsse gehören den jeweiligen Ausschüssen des DLT an.